# Dauphin

Franciaország dauphinjének címere

Franciaország dauphinjének pajzsa, rajta a 'France Moderne'-nel és a delfinnel

A dauphin (dofɛ̃) vagy Franciaország dauphinje (Dauphin de France) — pontosan Viennois dauphinje (Dauphin de Viennois) — egy királyi cím volt 1350–1791 és 1824–1830 között Franciaországban, mely a király legidősebb fiát, a trónörököst illette meg. A szó a francia dolphin (delfin) szóból ered, utalva a zászlójukon viselt állatra.

## Történelem
A Pallas nagy lexikona szerint a „dofen” a latin delphinus szóból származik, a francia királyság fennállásakor a trónörökös cime. Eredetét IV. Guigo viennois-i gróftól vette, ki pajzsán egy „delfinhalat”(!) viselt; erre vezették vissza a Vienne-i grófok és a Dauphiné tartomány fejedelmi címüket. II. Humbert a Dauphinét 1349. Valois Károlynak, VI. Fülöp francia király unokájának hagyományozta, úgy azonban, hogy a legidősebb királyfi mindig ezen cimmel éljen. A dauphin XI. Lajosig fontos, majdnem uralkodói előjogokkal bírt, később jelentőségét elveszítette, és csak a cím maradt meg, mignem a júliusi forradalom 1830-ban annak is véget vetett. Az utolsó dauphin az angoiléme-i herceg, X. Károly legidősebb fia volt. A dauphin nejét dauphine-nak hívták és Madame la Dauphine-nak szólították. Az Auvergne grófjainál is megtaláljuk ugyanezt a címet. A D.-ek számára készítették, XIV. Lajos meghagyásából, Bossuet és Huet, a királyi hercegek nevelői, az ókori klasszikusoknak külön kiadását (in usum Delphini, Páris 1674–1730, 64 kötet), amelyből gondosan kihagytak minden illemsértő és a fejedelmi méltóságot lealacsonyító helyet. (V. ö. Grande Encycl. XIII.)

## A dauphinek különböző pajzsai

A dauphin pajzsa
Ferenc dauphin pajzsa
Ferenc dauphin, skót királyi hitves pajzsa
Franciaország dauphinjének címertani koronája

## Franciaország dauphinjei
| Portré | Név                                                  | Tőle örökölte a címet | Született            | Dauphin lett         | Dauphin cím elvesztése                       | Halála               | Dauphinné válása előtti címe               | Uralkodási név | Dauphine                                      |
| ------ | ---------------------------------------------------- | --------------------- | -------------------- | -------------------- | -------------------------------------------- | -------------------- | ------------------------------------------ | -------------- | --------------------------------------------- |
|        | Károly, Franciaország 1. dauphinje                   | II. János             | 1338. január 21.     | 1350. augusztus 22.  | 1364. április 8. király lett                 | 1380. szeptember 16. | Normandia hercege                          | V. Károly      | Bourbon Johanna                               |
|        | Károly, Franciaország 2. dauphinje                   | V. Károly             | 1368. december 3.    | 1368. december 3.    | 1380. szeptember 16. király lett             | 1422. október 21.    |                                            | VI. Károly     | –                                             |
|        | Károly, Franciaország 3. dauphinje                   | VI. Károly            | 1386. szeptember 26. | 1386. szeptember 26. | 1386. december 28.                           | 1386. december 28.   |                                            | –              | –                                             |
|        | Károly, Franciaország 4. dauphinje                   | VI. Károly            | 1392. február 6.     | 1392. február 6.     | 1401. január 13.                             | 1401. január 13.     | Guyenne hercege                            | –              | –                                             |
|        | Lajos, Franciaország 5. dauphinje                    | VI. Károly            | 1397. január 22.     | 1401. január 13.     | 1415. december 18.                           | 1415. december 18.   | Guyenne hercege                            | –              | Burgundiai Margaret                           |
|        | János, Franciaország 6. dauphinje                    | VI. Károly            | 1398. augusztus 31.  | 1415. december 18.   | 1417. április 5.                             | 1417. április 5.     | Touraine hercege                           | –              | Jacqueline                                    |
|        | Károly, Franciaország 7. dauphinje                   | VI. Károly            | 1403. február 22.    | 1417. április 5.     | 1422. október 21. király lett                | 1461. július 22.     | Ponthieu grófja                            | VII. Károly    | –                                             |
|        | Lajos, Franciaország 8. dauphinje                    | VII. Károly           | 1423. július 3.      | 1423. július 3.      | 1461. július 22. király lett                 | 1483. augusztus 30.  |                                            | XI. Lajos      | Margaret Stewart; Savoyai Sarolta             |
|        | Ferenc, Franciaország 9. dauphinje                   | XI. Lajos             | 1466                 | 1466                 | 1466                                         | 1466                 |                                            | –              | –                                             |
|        | Károly, Franciaország 10. dauphinje                  | XI. Lajos             | 1470. június 30.     | 1470. június 30.     | 1483. augusztus 30. király lett              | 1498. április 7.     |                                            | VIII. Károly   | –                                             |
|        | Orlando Károly, Franciaország 11. dauphinje          | VIII. Károly          | 1492. október 11.    | 1492. október 11.    | 1495. december 16.                           | 1495. december 16.   |                                            | –              | –                                             |
|        | Károly, Franciaország 12. dauphinje                  | VIII. Károly          | 1496. szeptember 8.  | 1496. szeptember 8.  | 1496. október 2.                             | 1496. október 2.     |                                            | –              | –                                             |
|        | Ferenc, Franciaország 13. dauphinje                  | VIII. Károly          | 1497. július         | 1497. július         | 1497. július                                 | 1497. július         |                                            | –              | –                                             |
|        | Ferenc, Franciaország 14. dauphinje                  | I. Ferenc             | 1518. szeptember 28. | 1518. szeptember 28. | 1536. augusztus 10.                          | 1536. augusztus 10.  | Bretagne hercege                           | –              | –                                             |
|        | Henrik, Franciaország 15. dauphinje                  | I. Ferenc             | 1519. március 31.    | 1536. augusztus 10.  | 1547. március 31. király lett                | 1559. július 10.     | Orléans hercege, Bretagne hercege          | II. Henrik     | Medici Katalin                                |
|        | Ferenc, Franciaország 16. dauphinje                  | II. Henrik            | 1544. január 19.     | 1547. március 31.    | 1559. július 10. király lett                 | 1560. december 5.    | Skót királyi házastárs, iure uxoris király | II. Ferenc     | I. (Stuart) Mária                             |
|        | Lajos, Franciaország 17. dauphinje                   | IV. Henrik            | 1601. szeptember 27. | 1601. szeptember 27. | 1610. május 14. király lett                  | 1643. május 14.      |                                            | XIII. Lajos    | –                                             |
|        | Dieudonné Lajos, Franciaország 18. dauphinje         | XIII. Lajos           | 1638. szeptember 5.  | 1638. szeptember 5.  | 1643. május 14. király lett                  | 1715. szeptember 1.  |                                            | XIV. Lajos     | –                                             |
|        | Lajos, le Grand Dauphin, Franciaország 19. dauphinje | XIV. Lajos            | 1661. november 1.    | 1661. november 1.    | 1711. április 14.                            | 1711. április 14.    |                                            | –              | Mária Anna Viktória                           |
|        | Lajos, le Petit Dauphin, Franciaország 20. dauphinje | XIV. Lajos            | 1682. augusztus 16.  | 1711. április 14.    | 1712. február 18.                            | 1712. február 18.    | Burgundia hercege                          | –              | Mária Adelheid                                |
|        | Lajos, Franciaország 21. dauphinje                   | XIV. Lajos            | 1707. január 8.      | 1712. február 18.    | 1712. március 8.                             | 1712. március 8.     | Bretagne hercege                           | –              | –                                             |
|        | Lajos, Franciaország 22. dauphinje                   | XIV. Lajos            | 1710. február 15.    | 1712. március 8.     | 1715. szeptember 1. király lett              | 1774. május 10.      | Anjou hercege                              | XV. Lajos      | –                                             |
|        | Lajos Ferdinánd, Franciaország 23. dauphinje         | XV. Lajos             | 1729. szeptember 4.  | 1729. szeptember 4.  | 1765. december 20.                           | 1765. december 20.   |                                            | –              | Mária Terézia Rafaella; Mária Jozefa Karolina |
|        | Lajos Ágost, Franciaország 24. dauphinje             | XV. Lajos             | 1754. augusztus 23.  | 1765. december 20.   | 1774. május 10. király lett                  | 1793. január 21.     | Berry hercege                              | XVI. Lajos     | Mária Antónia                                 |
|        | Lajos József, Franciaország 25. dauphinje            | XVI. Lajos            | 1781. október 22.    | 1781. október 22.    | 1789. június 4.                              | 1789. június 4.      |                                            | –              | –                                             |
|        | Lajos Károly, Franciaország 26. dauphinje            | XVI. Lajos            | 1785. március 27.    | 1789. június 4.      | 1791. október 1. királyi herceg címet kapott | 1795. június 8.      | Normandia hercege                          | XVII. Lajos    | –                                             |
|        | Lajos Antal, Franciaország 27. dauphinje             | X. Károly             | 1775. augusztus 6.   | 1824. szeptember 16. | 1830. augusztus 2. király lett/lemondott     | 1844. június 3.      | Angoulême hercege                          | XIX. Lajos     | Mária Terézia Sarolta                         |
| Portré | Név                                                  | Tőle örökölte a címet | Született            | Dauphin lett         | Dauphin cím elvesztése                       | Halála               | Dauphinné válása előtti címe               | Uralkodási név | Dauphine                                      |

## Megjelenésük az irodalomban

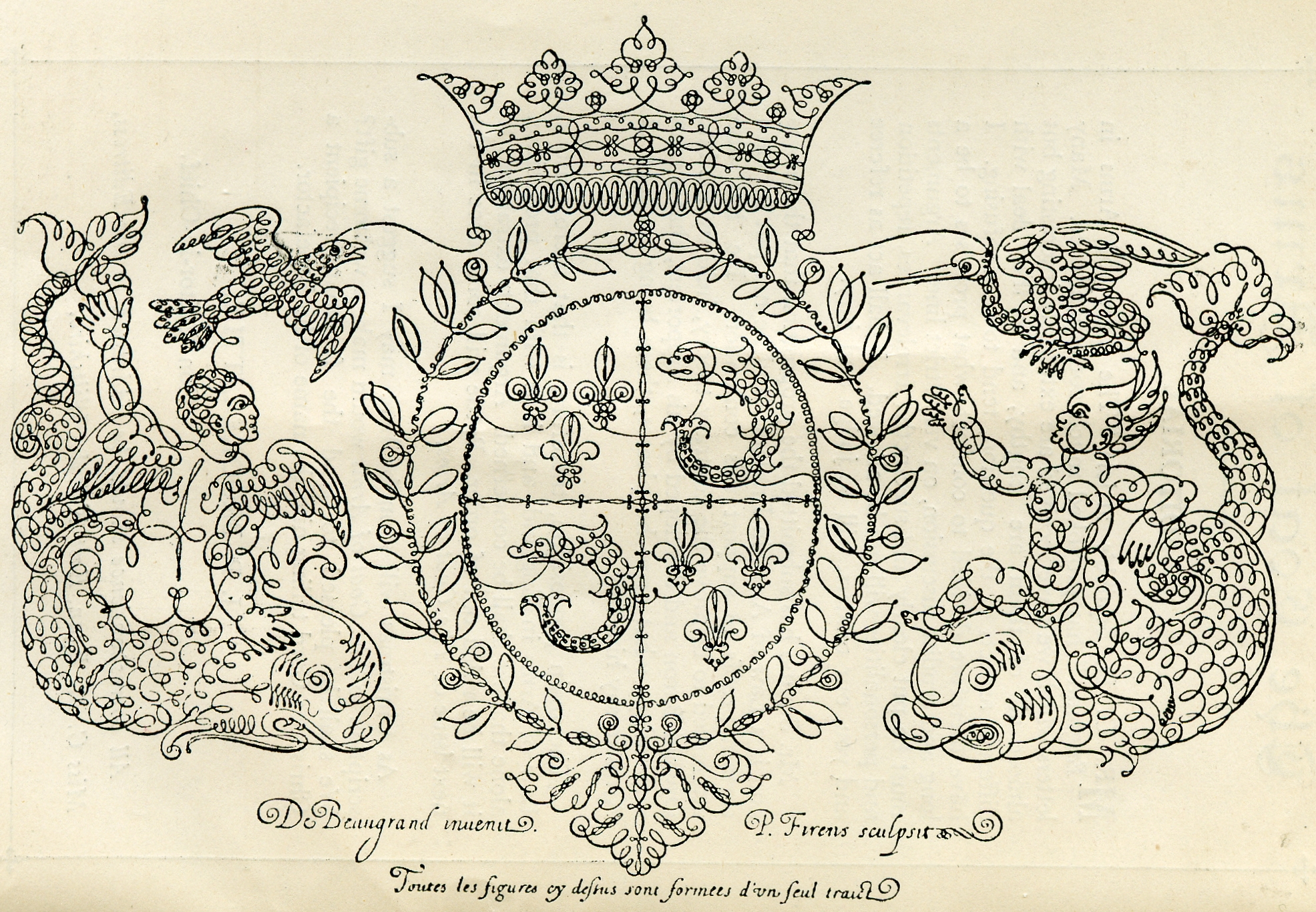
Egy vonalrajz Franciaország dauphinjének címeréről. Jean de Beaugrand műve 1604-ből

- Mark Twain Huckleberry Finn című művében, Huck találkozik két furcsa alakkal, akik „szakképzett” nagyotmondónak bizonyulnak. Az egyik az állítja, hogy meg kellene hajolni előtte, mivel ő egy elszegényedett angol herceg, a másik pedig nem ámítás, ő XVII. Lajos dauphin, XVI. Lajos és Mária Antónia fia.
- Alphonse Daudet írt egy rövid történetet The Death of the Dauphin (A dauphin halála) címmel egy fiatal dauphinről, aki meg akarja állítani a halált, hogy megközelítse.
- A dauphinek említésre kerülnek Cormac McCarthy Blood Meridian című művében is.